# Comunità della Valle di Sole

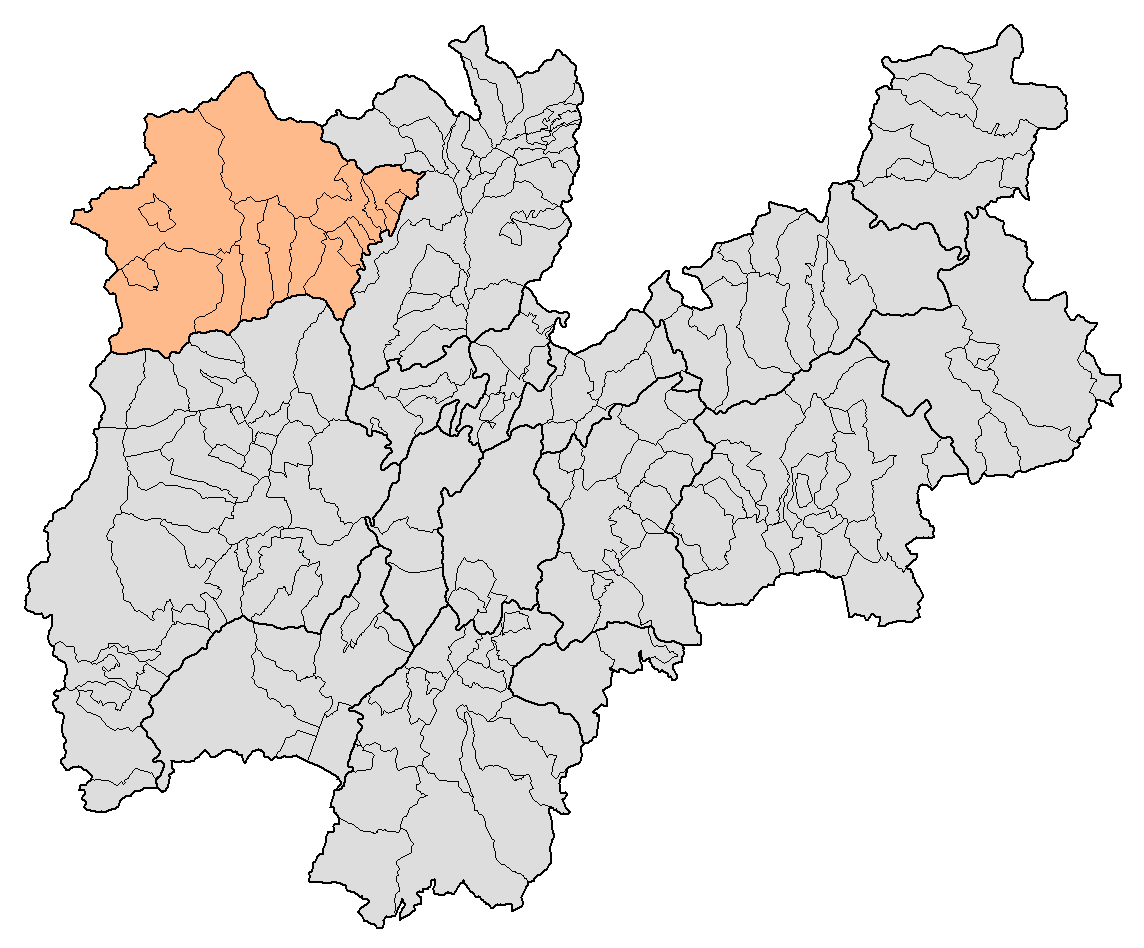
Lage der Comunità della Valle di Sole in der Autonomen Provinz Trient

Die Comunità della Valle di Sole (italienisch für Gemeinschaft des Sulzbergs) ist eine Talgemeinschaft der Autonomen Provinz Trient. Der Gemeindeverband hat seinen Verwaltungssitz in Malé.

## Lage
Die im Nordwesten des Trentino liegende Talgemeinschaft umfasst die Gemeinden des Val di Sole sowie die der beiden nördlichen Seitentäler Peio und Rabbi. Sie grenzt im Westen und Nordwesten an die lombardischen Provinzen Brescia und Sondrio sowie im Norden an die Südtiroler Bezirksgemeinschaft Vinschgau. Im Osten verläuft die Grenze zum Nonstal im Nordosten entlang des östlich eingrenzenden Bergkammes des Rabbitales und im Südosten entlang der Brentagruppe. Im Süden führt die Grenze zur Talgemeinschaft der Giudicarie über das Val Meledrio und die Presanellagruppe. Der Monte Cevedale mit 3769 m s.l.m. ist die höchste Erhebung der Talgemeinschaft, der niedrigste liegt westlich der Mostizzolo-Schlucht mit 540 m s.l.m. am nordöstlichen Talende. Die Talgemeinschaft Valle di Sole hat eine Gesamtfläche von 611,57 km².

## Gemeinden der Comunità della Valle di Sole
Zur Talgemeinschaft Valle di Sole gehören folgende 13 Gemeinden:
| Wappen | Gemeinde         | Bevölkerung | Höhe   | Fläche | Lage |
| ------ | ---------------- | ----------- | ------ | ------ | ---- |
|        | Caldes           | 1.112       | 697 m  | 20,81  | ⊙    |
|        | Cavizzana        | 234         | 710 m  | 3,38   | ⊙    |
|        | Commezzadura     | 1.010       | 850 m  | 22,03  | ⊙    |
|        | Croviana         | 689         | 721 m  | 4,99   | ⊙    |
|        | Dimaro Folgarida | 2.116       | 766 m  | 36,53  | ⊙    |
|        | Malé             | 2.260       | 737 m  | 26,53  | ⊙    |
|        | Mezzana          | 875         | 940 m  | 27,35  | ⊙    |
|        | Ossana           | 832         | 970 m  | 25,25  | ⊙    |
|        | Peio             | 1.800       | 1173 m | 160,50 | ⊙    |
|        | Pellizzano       | 798         | 925 m  | 48,36  | ⊙    |
|        | Rabbi            | 1.373       | 1095 m | 132,79 | ⊙    |
|        | Terzolas         | 643         | 755 m  | 5,59   | ⊙    |
|        | Vermiglio        | 1.789       | 1261 m | 95,64  | ⊙    |

Bevölkerung (Stand 31. Dezember 2023)
Fläche in km²

## Schutzgebiete
In der Talgemeinschaft Sulzberg befinden sich 13 Natura 2000 Schutzgebiete sowie 16 kommunale Biotope. Des Weiteren liegen Teile des Nationalparks Stilfserjoch und des Naturparks Adamello-Brenta auf dem Gebiet der Talgemeinschaft.